# Ruth Sheen
Ruth Sheen, född 1952 i London, är en brittisk skådespelare. 
Sheen studerade drama vid  East 15 Acting School. Från 1980-talet och framåt har Sheen medverkat i TV-serier, filmer och teaterpjäser. Hon har samarbetat med regissören Mike Leigh flera gånger. År 1989 tilldelades hon en European Film Award för sin insats i High Hopes.

## Filmografi i urval
- 1988 – High Hopes
- 1990 – Är det nån där?
- 1995 – The Young Poisoner's Handbook
- 1995–1998 – Doktor Bramwell (TV-serie)
- 1996 – Hemligheter & lögner
- 1998 – Berkeley Square (TV-serie)
- 1999 – Virtual Sexuality
- 2002 – All or Nothing
- 2004 – Vanity Fair
- 2004 – Vera Drake
- 2010 – Medan åren går
- 2014 – Mr. Turner
- 2015 – Saknad, aldrig glömd (TV-serie)
- 2017 – I mördarens spår: Tennison (TV-serie)